# Voyageur Airways

Il Saunders ST-27 è stato il primo velivolo ben adatto alle varie attività aziendali.

Voyageur Airways è una compagnia aerea charter canadese con sede a North Bay mentre il suo hub principale è l'Aeroporto di North Bay-Jack Garland.

## Storia
La compagnia aerea è stata fondata nel 1968 come operatore charter per servizi in ACMI e operazioni speciali in tutto il mondo a favore delle Nazioni Unite. Nel luglio 1984 iniziava anche i primi collegamenti regolari di linea. Il 1º maggio 2015, Chorus Aviation ha acquistato Voyageur Airways mentre nel 2016 sono state costituite le società operative: Voyageur Aerotech Inc e Voyageur Avparts Inc.

## Flotta

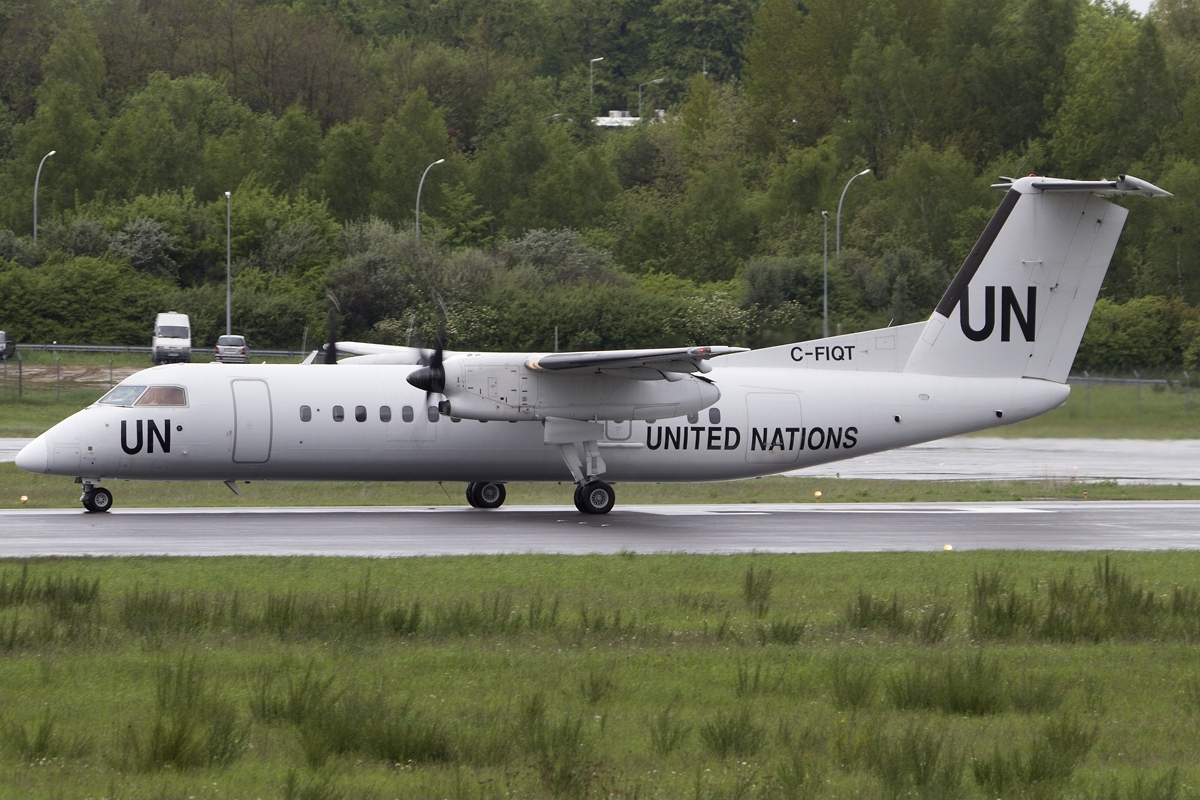
Un De Havilland Canada DHC-8-300 di Voyageur Airways.

A maggio 2020 la flotta Voyageur Airways risulta composta dai seguenti aerei:

## Flotta storica
Nel corso degli anni Voyageur Airways ha operato con i seguenti modelli di aeromobili:
- Bombardier CRJ 900
- De Havilland Canada DHC-8-200
- De Havilland Canada DHC-8-400